# Les Collines d'Anacapri
Pour un article plus général, voir Préludes de Debussy.
Les collines d'Anacapri est le cinquième prélude du premier livre des Préludes de Claude Debussy. 

## Présentation
Les collines d'Anacapri est composé le 26 décembre 1909, et créé à Paris le 14 janvier 1911, à la Société nationale de musique, par le pianiste Ricardo Viñes. L'œuvre est également donnée au sein du cycle complet du premier livre des Préludes, le 3 mai 1911 à la salle Pleyel, par Jane Mortier.
C'est la seule page d'inspiration italienne dans l'œuvre de piano de Debussy.

## Analyse et commentaires
Les collines d'Anacapri, d'une durée moyenne d'exécution de trois minutes environ, est une pièce « intensément vivante et lumineuse », en si majeur, Vif, à 
 = 
. Le prélude est « d'écriture nette, avec ses staccatos d'une sécheresse toute méditerranéenne ».
Pour Alfred Cortot, c'est « du mouvement dans de la lumière ; une vision ensoleillée des collines de Naples ; un rythme vif de tarentelle s'enroule à la nonchalance d'un refrain populaire, la nostalgie délicieuse et banale d'une cantilène amoureuse se mêle intensément aux vibrations d'un ciel trop bleu que blesse l'animation inlassable et perçante d'une flûte rapide ».
Pour Guy Sacre, la pièce est « d'une gaieté franche, directe, exprimée sans arrière-pensée », toute du bonheur élémentaire « d'exister, dans le rire de la vie, sous des cieux privilégiés de soleil et d'air marin ». Harry Halbreich relève qu'« on y respire le thym, le ciste, les senteurs du maquis. [...] Que crissent donc les cigales, jusqu'aux éblouissantes fusées de la fin ! L'intensité de pareille vibration de lumière ne se retrouve, dans le piano de Debussy, que dans la péroraison de l'Isle joyeuse ».
Musicalement, Éric Lebrun note que le prélude « emprunte au mode pentatonique et, curieusement, au rythme de Habanera (partie centrale). Les dernières notes sonnent comme un puissant carillon ».
Dans le catalogue des œuvres du compositeur établi par le musicologue François Lesure, Les sons et les parfums tournent dans l'air du soir porte le numéro L 125 (117) no 5.

## Discographie sélective
- Debussy : Piano works Vol. 4, François-Joël Thiollier (piano), Naxos 8.553293, 1998[9].
- Debussy: Préludes, Steven Osborne (piano), Hyperion Records CDA 67530, 2006[10].
- Debussy : Complete Works for Piano, Volume 1, Jean-Efflam Bavouzet (piano), Chandos Records CHAN 10421, 2007[11].
- Debussy : The Solo Piano Works, Noriko Ogawa (piano), BIS Records CD 1955/56, 2012[12].
- Claude Debussy : The complete works, CD 3, Yuri Egorov (piano), Warner Classics, 2018[13].